# Thomas M. Browne

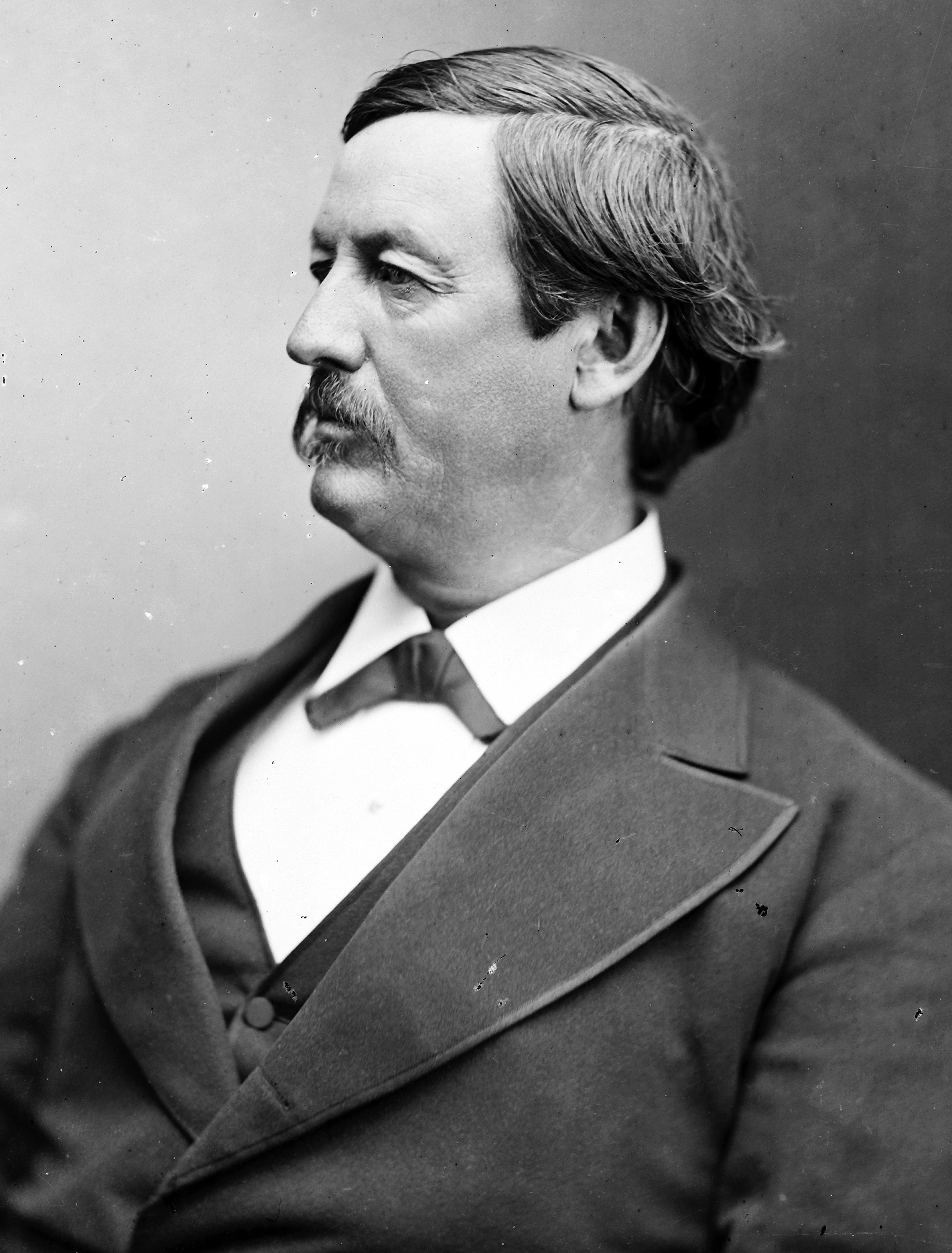
Thomas M. Browne

Thomas McLelland Browne (* 19. April 1829 in New Paris, Preble County, Ohio; † 17. Juli 1891 in Winchester, Indiana) war ein US-amerikanischer Jurist und Politiker. Zwischen 1877 und 1891 vertrat er den Bundesstaat Indiana im US-Repräsentantenhaus.

## Leben
Thomas Browne besuchte die öffentlichen Schulen seiner Heimat. Im Januar 1844 kam er nach Indiana, wo er seit 1848 in der Stadt Winchester lebte. Nach einem Jurastudium und seiner im Jahr 1849 erfolgten Zulassung als Rechtsanwalt begann er dort in seinem neuen Beruf zu arbeiten. Zwischen 1855 und 1861 war er Staatsanwalt im 13. Gerichtsbezirk von Indiana. Im Jahr 1861 fungierte er als Verwaltungsangestellter beim Senat von Indiana, dessen Mitglied er im Jahr 1863 wurde.
Seit 1863 nahm Browne als Offizier im Heer der Union am Bürgerkrieg teil. Dabei stieg er vom Hauptmann bis zum Oberst und dann bis zum Brevet-Brigadegeneral auf. Zwischen 1869 und 1872 war er als Nachfolger von Alfred Kilgore Bundesstaatsanwalt für Indiana. Politisch war Browne Mitglied der Republikanischen Partei. Im Jahr 1872 kandidierte er für das Amt des Gouverneurs von Indiana, unterlag aber mit einem Rückstand von knapp 1100 Stimmen dem Demokraten Thomas A. Hendricks. 1876 war er Delegierter zur Republican National Convention in Cincinnati, auf der Rutherford B. Hayes als Präsidentschaftskandidat nominiert wurde.
Bei den Kongresswahlen des Jahres 1876 wurde Browne im fünften Wahlbezirk von Indiana in das US-Repräsentantenhaus in Washington, D.C. gewählt, wo er am 4. März 1877 die Nachfolge von William S. Holman antrat. Nach sechs Wiederwahlen konnte er bis zum 3. März 1891 sieben Legislaturperioden im Kongress absolvieren. Seit 1881 vertrat er dort als Nachfolger von William R. Myers den sechsten Distrikt seines Staates. Von 1881 bis 1883 war er Vorsitzender des Ausschusses, der sich mit Invaliditätsentschädigungen befasste; von 1889 bis 1891 leitete er den Ausschuss zur Überarbeitung der Gesetze.
Im Jahr 1890 verzichtete Thomas Browne auf eine weitere Kongresskandidatur. Er starb am 17. Juli 1891 in Winchester, wo er auch beigesetzt wurde.